# Łarysa Bereżna
Łarysa Witalijiwna Bereżna (ukr. Лариса Віталіївна Бережна; ur. 28 lutego 1961 w Kijowie) – ukraińska lekkoatletka specjalizująca się w skoku w dal, uczestniczka letnich igrzysk olimpijskich w Barcelonie (1992). W czasie swojej kariery reprezentowała również Związek Socjalistycznych Republik Radzieckich oraz Wspólnotę Niepodległych Państw.

## Sukcesy sportowe
- mistrzyni ZSRR w skoku w dal – 1989[1]
- halowa mistrzyni ZSRR w skoku w dal – 1989[2]
- mistrzyni Ukrainy w skoku w dal – 1993[3]

| Rok  | Miasto    | Zawody                    | Konkurencja | Wynik         |
| ---- | --------- | ------------------------- | ----------- | ------------- |
| 1986 | Moskwa    | Igrzyska Dobrej Woli      | skok w dal  | 7. miejsce    |
| 1989 | Budapeszt | Halowe mistrzostwa świata | skok w dal  | brązowy medal |
| 1990 | Seattle   | Igrzyska Dobrej Woli      | skok w dal  | srebrny medal |
| 1990 | Split     | Mistrzostwa Europy        | skok w dal  | 4. miejsce    |
| 1991 | Sewilla   | Halowe mistrzostwa świata | skok w dal  | złoty medal   |
| 1991 | Tokio     | Mistrzostwa świata        | skok w dal  | brązowy medal |
| 1992 | Genua     | Halowe mistrzostwa Europy | skok w dal  | złoty medal   |
| 1993 | Toronto   | Halowe mistrzostwa świata | skok w dal  | 5. miejsce    |
| 1993 | Stuttgart | Mistrzostwa świata        | skok w dal  | srebrny medal |

## Rekordy życiowe
- skok w dal – 7,24 – Grenada 25/05/1991
- skok w dal (hala) – 7,20 – Homel 04/02/1989 (rekord Ukrainy)